# Veliki komet
Veliki komet, komet koji dosegne iznimni sjaj. Službene definicije nema. Često se atribut pridaje kometima poput Halleyjeva koji su dovoljno sjajni da ih uoče i slučajni promatrači koji ih ne promatraju, odnosno oni koji postanu vrlo poznati izvan astronomske zajednice. Veliki kometi rijetka su pojava. U prosjeku će se jedan pojaviti svako desetljeće. Prema se komete službeno naziva prema otkrivateljima, velike komete obično se naziva prema godini u kojoj su se pojavili u svojoj veličini. Ime je oblika "veliki komet iz ..." praćen godinom pojave, primjerice veliki komet iz 1744. godine, veliki komet iz 1577., veliki komet iz 1680. i tako dalje.

## Vanjske poveznice
- The bright-comet chronicles. John E. Bortle (W. R. Brooks Observatory) (eng.)
- Memorable Comets of the Past Gary W. Kronk. (eng.)
- Brightest comets seen since 1935 (eng.)